# Claude Mauriac
Pour les articles homonymes, voir Mauriac.
Claude Mauriac, né le 25 avril 1914 à Paris 16e et mort à Paris 4e le 22 mars 1996, est un écrivain et journaliste français.

## Biographie
Fils aîné de François Mauriac, Claude Mauriac naît le 25 avril 1914 au no 89 de la rue de la Pompe dans le 16e arrondissement de Paris. Il fait l’essentiel de sa scolarité dans sa ville natale où il se lie avec Jean Davray, Henri Troyat, Michelle Maurois, Jean Bassan (« le petit groupe ») et Claude Guy. Il coule des jours heureux à Vémars, dans la propriété de sa grand-mère maternelle, où il retrouve durant les week-ends et les petites vacances, ses cousins Bruno Gay-Lussac et son frère, le tant aimé Bertrand Gay-Lussac, dont la mort prématurée, en 1928, le marquera à jamais – et durant ses grandes vacances à Saint-Symphorien et à Malagar, propriétés du côté de sa grand-mère paternelle. Ses sœurs Claire et Luce naissent en 1917 et 1919 et son frère Jean en 1924.
Après le baccalauréat, il entreprend des études de droit qui le conduisent jusqu’au doctorat. Mais surtout, grâce aux relations de son père, il entre dans le milieu du « tout-Paris », à la fois mondain, politique, littéraire et artistique. Il connaît Jouhandeau, Gide, Cocteau, sur lesquels il écrira. Car il s’oriente très tôt vers l’écriture.
Cette passion d’écrire se concrétise d’abord dans la tenue d’un Journal : commencé en 1925 (il a douze ans), interrompu puis repris en 1927, il deviendra quotidien de 1930 à 1940, puis se poursuivra un peu plus intermittent toute sa vie. Mais il se lance aussi très tôt dans la rédaction journalistique ou littéraire : ébauche de romans, nouvelles dont quelques-uns sont publiées dans Marianne ou Le Figaro, articles dans La Flèche, et des essais sur des écrivains qu’il fréquente comme Jouhandeau (Introduction à une mystique de l’enfer, 1938) ou Cocteau (Cocteau ou la vérité du mensonge, 1945).
Pendant l’Occupation (1940-1944), Claude Mauriac reste à Paris et, pour gagner sa vie, travaille à la Corporation paysanne, tout en continuant ses relations mondaines et littéraires. À la Libération, en août 1944, introduit par son ami Claude Guy, il devient secrétaire particulier du général De Gaulle, tâche qu’il poursuivra jusqu’en 1948 alors que le général est retiré à Colombey-les-Deux-Églises. Il se situe politiquement comme « gaulliste de gauche », tout en essayant de garder son indépendance de pensée. C’est ainsi qu’il est amené à créer et diriger la revue Liberté de l’esprit, dans la mouvance gaulliste (1949-1953).
Durant la même période, il inaugure une collaboration au Figaro avec une chronique régulière, « La Semaine d’un Parisien », signée Grippe-Soleil. Puis au Figaro littéraire, il tient la chronique hebdomadaire de cinéma. Il publiera un choix de ses articles dans : L’Amour du cinéma (1954) et Petite littérature du cinéma (1957). Il continue à rédiger des essais sur des écrivains qu’il admire : André Malraux ou le mal du héros, André Breton…

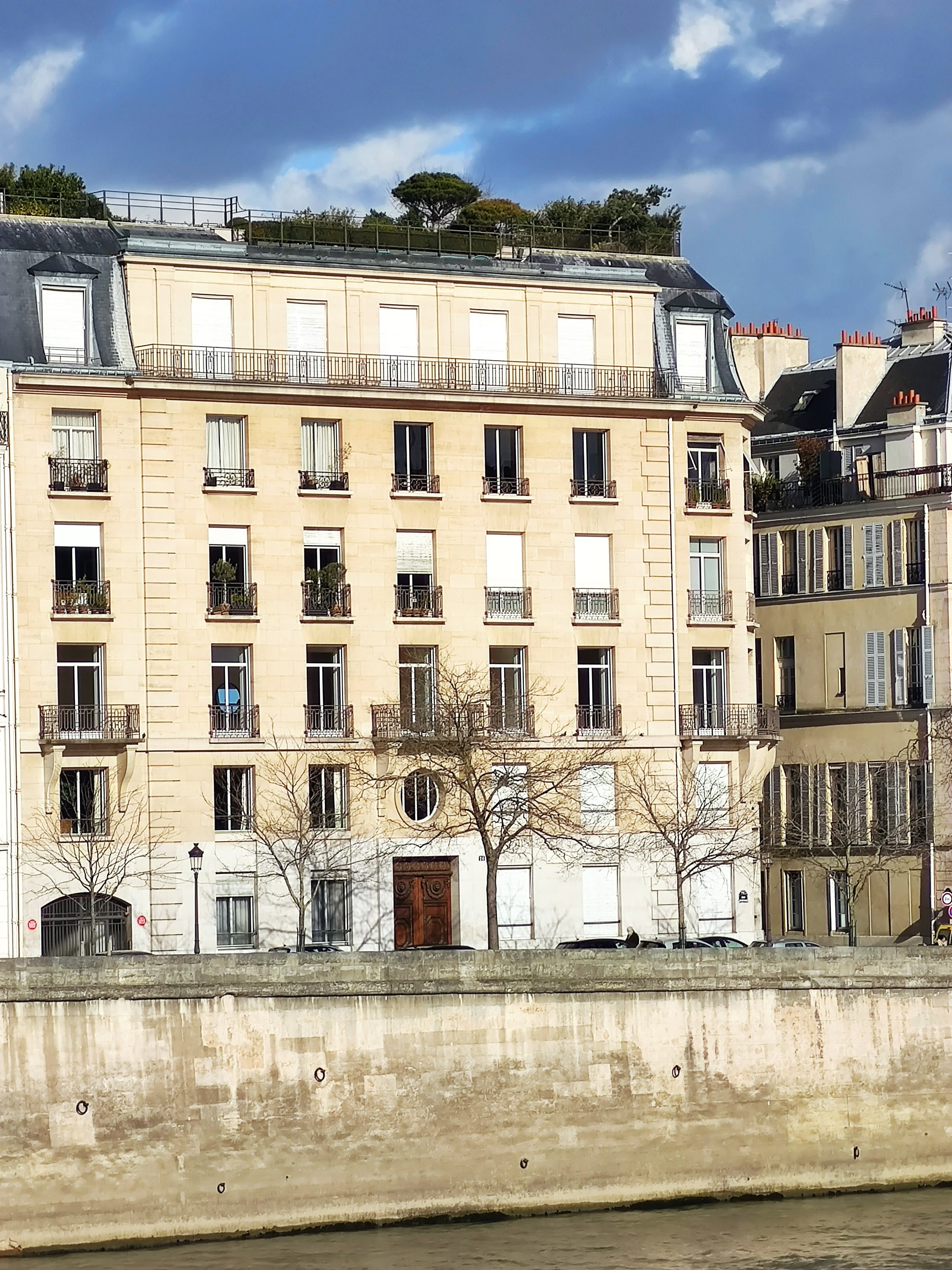
24, quai de Béthune, Paris.

Il épouse en 1951 Marie-Claude Mante (1932-2024), petite-nièce de Marcel Proust et d'Edmond Rostand, et quitte l’appartement familial de l’avenue Théophile-Gautier pour s’installer quai de Béthune, dans l’île Saint-Louis. Ils auront trois enfants : Gérard, Nathalie et Gilles.
En 1957, Claude Mauriac se lance enfin dans l’écriture romanesque : Toutes les femmes sont fatales (1957), Le Dîner en ville (1959, qui reçoit le Prix Médicis), La Marquise sortit à cinq heures (1961) et L’Agrandissement (1963). Il regroupe ces romans sous le titre général : Le Dialogue intérieur. Les recherches formelles qu’il y mène le feront rattacher au nouveau roman, ce qui explique sa présence sur une célèbre photo de groupe prise devant les Éditions de Minuit, en 1959. C’est à cette époque qu’il invente le concept d’« alittérature » auquel il consacre deux ouvrages : L’Alittérature contemporaine (1958) et De la littérature à l’alittérature (1969).
Mais il rêve d’une œuvre nouvelle, originale, construite à partir du matériau abondant de son Journal toujours en cours. Il s’y essaie d’abord par des ouvrages sur Gide (Conversations avec André Gide, 1951), sur Cocteau (Une amitié contrariée, 1970), et sur De Gaulle qui vient de mourir (Un autre De Gaulle. Journal 1944-1954, 1970). Ces deux derniers ouvrages portent en sur-titre : Le Temps immobile.
Après la mort de son père, François Mauriac (1er septembre 1970), qui précède de peu celle du général De Gaulle, il s’attelle enfin, avec la résolution d’aboutir, à ce qui sera son grand œuvre : Le Temps immobile, montage quasi cinématographique de fragments datés de son Journal. Il en publiera dix volumes, sous ce titre générique, de 1974 à 1988. L’ouvrage, s’il foisonne de personnages célèbres et s’il ouvre un jour sur les états d’âme de l’auteur, poursuit un dessein plus secret : faire entrevoir une certaine conception du temps qu’on pourrait dire « mystique » et qui apparaît le plus nettement dans un volume écrit en marge de la série, mais qui en est la clef, et dont le titre est significatif : L’Éternité parfois.
Ce travail minutieux et ambitieux de montage « romanesque » d’un nouveau genre n’empêche pas Claude Mauriac de poursuivre sa création littéraire dans d’autres domaines : pièces de théâtre, montées par Nicolas Bataille et Laurent Terzieff, et romans (dont Zabé, Gallimard, 1984), qu’il regroupe sous le titre général Les Infiltrations de l’invisible, ni de poursuivre ses activités journalistiques, ni de participer au Masque et la Plume, aux délibérations du jury du Prix Médicis ou à celui du Prix Louis-Delluc, dont il fait partie. Ni surtout de mener une action militante en faveur des prisonniers, des « mal logés » ou des immigrés, en compagnie de figures marquantes comme celles de Michel Foucault, Gilles Deleuze ou Xavier Emmanuelli. On en trouve des échos dans Le Temps immobile, mais plus encore dans un ouvrage monté lui aussi à partir du Journal : Une certaine rage (1977).
La décision de clore Le Temps immobile avec le dixième volume, L’Oncle Marcel (1988), laisse Claude Mauriac dans une situation intérieure difficile. S’y ajoutent d’autres facteurs de déstabilisation : la prise de conscience plus aiguë du vieillissement et des limites qu’il apporte, la mort de son grand ami Michel Foucault, l’insuccès de ses derniers romans… il traverse des moments difficiles. Il se résout alors à une publication plus linéaire de son Journal, en des ouvrages moins volumineux : ce sera la série des quatre Temps accompli dont le dernier volume sortira quelques jours après sa mort.
Il meurt à son domicile du quai de Béthune dans le 4e arrondissement de Paris à l’aube du 22 mars 1996. Il est inhumé au cimetière du Montparnasse (division 26).

## Œuvre

### Journal
- Le Temps immobile
  - Le Temps immobile 1, Grasset, 1974 ; Le Livre de poche, 1983
  - Le Temps immobile 2 (Les Espaces imaginaires), Grasset, 1975 ; Le Livre de Poche, 1985
  - Le Temps immobile 3 (Et comme l'espérance est violente), Grasset, 1976 ; Le Livre de Poche, 1986
  - Le Temps immobile 4 (La Terrasse de Malagar), Grasset, 1977 ; Le Livre de Poche, 1987
  - Le Temps immobile 5 (Aimer de Gaulle), Grasset, 1978 ; Le Livre de Poche, 1988
  - Le Temps immobile 6 (Le Rire des pères dans les yeux des enfants), Grasset, 1981 ; Le Livre de Poche, 1989
  - Le Temps immobile 7 (Signes, rencontres et rendez-vous), Grasset, 1983 ; Le Livre de Poche, 1990
  - Le Temps immobile 8 (Bergère ô tour Eiffel), Grasset, 1985 ; Le Livre de Poche, 1991
  - Le Temps immobile 9 (Mauriac et fils), Grasset, 1986 ; Le Livre de Poche, 1992
  - Le Temps immobile 10 (L'Oncle Marcel), Grasset, 1988 (index général de 44 pages établi par J.Allemand); Le Livre de Poche, 1993 (sans index)
  - Conversations avec André Gide, Albin Michel, 1951 ; nouvelle édition revue et augmentée, 1990
  - Une amitié contrariée, Grasset, 1970
  - Une certaine rage, Robert Laffont, 1977
  - L'Éternité parfois, Pierre Belfond, 1978
  - Laurent Terzieff, Stock, 1980
  - Qui peut le dire ?, L'Âge d'Homme, 1985
- Le Temps accompli
  - Le Temps accompli 1, Grasset, 1991
  - Le Temps accompli 2 (Histoire de ne pas oublier. Journal 1938), Grasset, 1992
  - Le Temps accompli 3 (Le Pont du secret), Grasset, 1993
  - Le Temps accompli 4 (Travaillez quand vous avez encore la lumière), posthume, Grasset, 1996

### Romans
- Le Dialogue intérieur
  - Toutes les femmes sont fatales, Albin Michel, 1957 ; Le Livre de Poche, 1971
  - Le Dîner en ville, Albin Michel, 1959 ; Le Livre de Poche, 1973 ; Folio, 1985 (Prix Médicis 1959)
  - La Marquise sortit à cinq heures, Albin Michel, 1961 ; Folio, 1984
  - L'Agrandissement, Albin Michel, 1963

- Les Infiltrations de l'invisible
  - L'Oubli, Grasset, 1966
  - Le Bouddha s'est mis à trembler, Grasset, 1979
  - Un cœur tout neuf, Grasset, 1980
  - Radio Nuit, Grasset, 1982
  - Zabé, Gallimard, 1984 ; Folio, 1993
  - Trans-Amour-Étoiles, Grasset, 1989
  - Journal d'une ombre, Sables, 1992

- sous le pseudonyme de Harriet Pergoline[7]
  - Le Fauteuil Rouge, Flammarion, 1990

### Théâtre
- La Conversation, Grasset, 1964.
- Théâtre (La Conversation ; Ici, maintenant ; Le Cirque ; Les Parisiens du dimanche ; Le Hun), Grasset, 1968

### Essais
- Introduction à une mystique de l'enfer, Grasset, 1938
- Jean Cocteau ou la Vérité du mensonge, Odette Lieutier, 1945
- Aimer Balzac, La Table Ronde, 1945
- La Trahison d'un clerc, La Table Ronde, 1945
- Malraux ou le mal du héros, Grasset, 1946
- André Breton, Éditions de Flore, 1949 ; Grasset, 1970 (Prix Sainte-Beuve 1949)
- Marcel Proust par lui-même, Collections Microcosme "Écrivains de toujours", Le Seuil, 1953
- Hommes et idées d'aujourd'hui, Albin Michel, 1953
- L'Amour du cinéma, Albin Michel, 1954
- Petite littérature du cinéma, Le Cerf, 1957
- L'Alittérature contemporaine, Albin Michel, 1958 et 1969
- De la littérature à l'alittérature, Grasset, 1969
- Quand le temps était mobile, Bartillat, 2008
- Aimer De Gaulle, Grasset, 2010

### Scénario
- 1962 : Les Sept Péchés capitaux, segment L'Envie, réalisation Édouard Molinaro.

## Distinctions

### Prix littéraires
- 1949 : Prix Sainte-Beuve pour son livre sur André Breton.
- 1959 : Prix Médicis pour Le Dîner en ville.
- 1978 : Prix Pierre-de-Régnier de l’Académie française pour l'ensemble de son œuvre

### Décorations
- Chevalier (par décret du 14 avril 1962, publié au Journal Officiel du 21 avril 1962) puis Officier (par décret du 19 avril 1984, publié au Journal Officiel du 22 avril 1984) de l'ordre de la Légion d'honneur.
- Commandeur de l'ordre des Arts et des Lettres le 17 avril 1981[8].